# Louis-Gustave Richelot
Pour les articles homonymes, voir Richelot.
Louis-Gustave Richelot, né le 14 novembre 1844 à Paris et mort le 9 août 1924 à La Bernerie-en-Retz, est un chirurgien et gynécologue français. 

## Biographie
Louis-Gustave Richelot est le fils du médecin Gustave-Antoine Richelot (1806-1893).
Ancien élève du lycée Bonaparte de Paris, il étudie la médecine et obtient, en 1873, son doctorat en médecine avec la thèse De la péritonite herniaire et de ses rapports avec l'étranglement. Il devient ensuite chirurgien des hôpitaux.
En 1878, il est nommé professeur agrégé de médecine.
En 1897, Louis-Gustave Richelot est nommé membre de l'Académie de médecine, qu'il préside en 1921.
Ses principaux travaux paraissent dans l’Union médicale, dont il est directeur, et dans le Dictionnaire encyclopédique des sciences médicales. Il est l'un des premiers partisans de l'hystérectomie vaginale.
Il est le beau-père d'André Lemierre.